# Életot
Életot é uma comuna francesa na região administrativa da Normandia, no departamento de Sena Marítimo. Estende-se por uma área de 6,81 km². Em 2010 a comuna tinha 657 habitantes (densidade: 96,5 hab./km²).